# Pseudalsophis dorsalis
Pseudalsophis dorsalis — вид змій родини полозових (Colubridae). Ендемік Галапагоських островів.

## Поширення і екологія
Pseudalsophis dorsalis мешкають на островах Сантьяго, Санта-Крус, Санта-Фе, Рабіда, Бальтра, Саймур-Норте і Бартоломе в архіпелазі Галапагоських островів. Вони живуть в сухих рівнинних тропічних лісах і чагарникових заростях, в садах, а також серед прибережних скель. Зустрічаються на висоті до 907 м над рівнем моря.